# Nakrah
Nakrah (sabäisch NKRḤ[M], arabisch نكرح, DMG Nakraḥ, und Nikraḥum) war ein altsüdarabischer Schutz- und Heilgott, der im minäischen Königreich verehrt wurde.
Die Kultstätte der Gottheit befindet sich im heutigen Dschauf im nördlichen Jemen. Sie liegt nahe der Ortschaft Ma'in, dem antiken Qarnawu. Um sein Heiligtum befand sich ein Heiliger Bezirk, der eingegrenzt war durch neun Inschriftensteine. Lokalisiert werden kann die Fundstätte um den Hügel Darb al-Ṣabī deutlich außerhalb der Stadt. Zu Ehren Nakrahs wurden zudem städtische Tempel angelegt, so nachgewiesenermaßen in Baraqisch. Adolf Grohmann ging davon aus, dass es sich bei Nakrah um eine Sonnengöttin handelte, die in Ma'in neben dem Mondgott Almaqah und Venusstern Athtar stand. Anders sehen das Jacques Ryckmans und W. W. Müller, die von einem männlichen Gott ausgehen.
Der Funktion nach war der Heilige Bezirk ein Refugium für Kranke und Frauen, die entweder einer Geburt entgegensahen oder ihr Kind verloren hatten. Auf Befehl des Orakels bekannten die Zufluchtssuchenden diejenigen Verfehlungen, die Ursache ihrer Krankheit oder ihres Schicksalsschlages gewesen sein könnten.